# Kalocsai sortűz

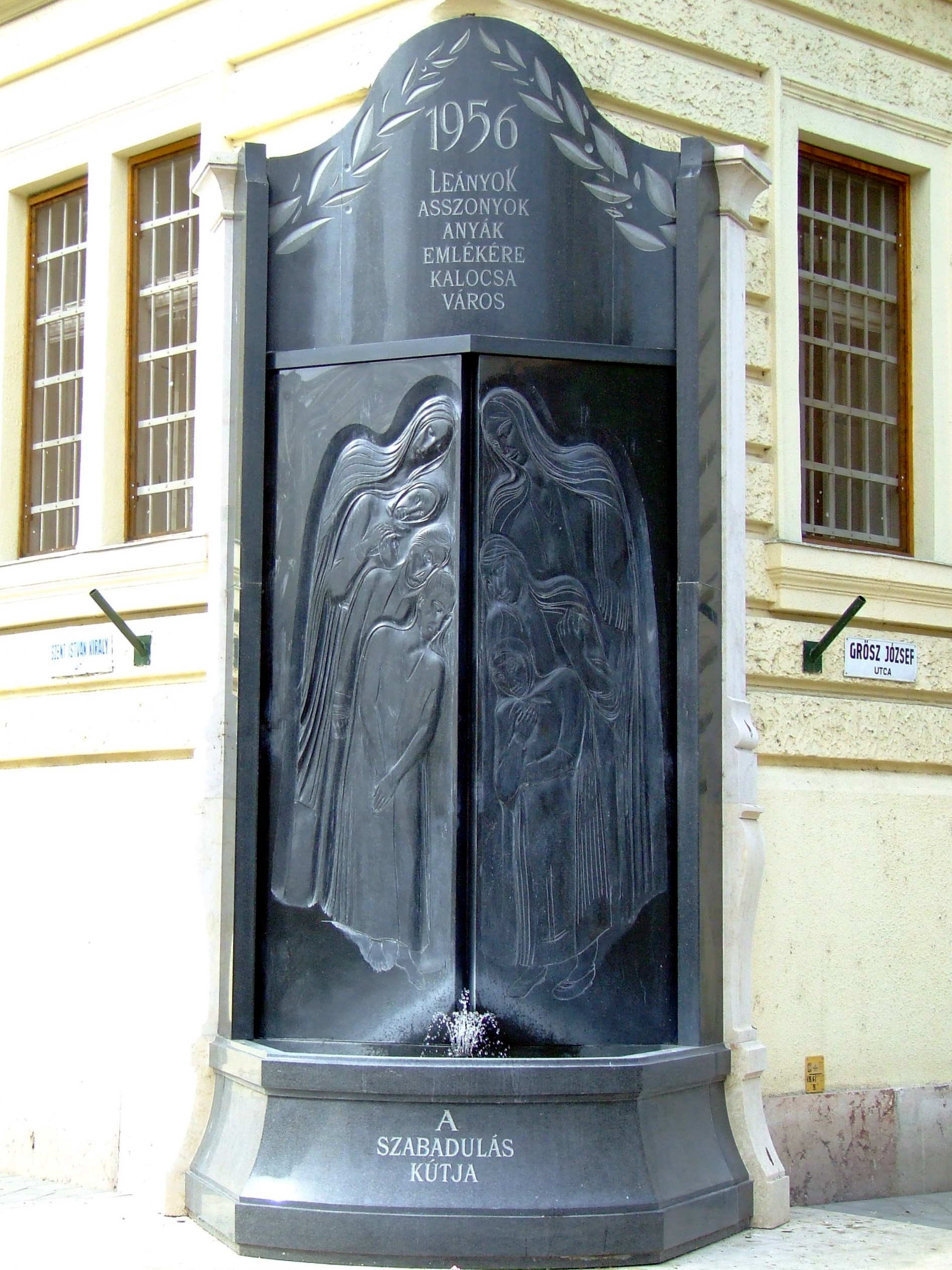
56-os emlékmű a Kalocsai Fegyház és Börtön épületén (A Szabadulás kútja Benedek György alkotása, 2006)

A kalocsai sortüzet 1956. október 27-én adták le a fegyvertelen tüntetőkre, az 1956-os forradalom során, miközben a tüntető tömeg a Kalocsai Fegyház és Börtön fogvatartottjainak szabadon bocsátását követelte. Az incidensben 2 ember meghalt, 5-en megsebesültek.

## Előzmények
Az események megértéséhez tudni kell, hogy ebben az időben Kalocsa volt az állomáshelye több katonai alakulatnak, valamint robbanóanyag raktárbázis és katonai repülőtér is működött (MN. 31. Vadászrepülő Ezred) a térségben. Tekintettel az 1956 októberében általános közhangulat alakulására – mind nemzetközi (lengyelországi forradalom) mind belföldi téren (a térségben a kulákság felülvizsgálata zajlott) – jellemző volt a társadalmi nyugtalanság.
Október 23-ára a pedagógusok felvonulást szerveztek, azonban ezt a város vezetése betiltotta, valamint elrendelte a fontosabb közintézmények őrségének megerősítését.
Október 24-én az országos helyzetre való tekintettel életbe lépett a harckészültség a városban és környékén állomásozó alakulatoknál. A MN 24. Harckocsi Ezred helyőrségparancsnoka Szabó István őrnagy, magához rendelte a városi pártvezetőket és eligazítást tartott. Ekkor a városi tisztségviselők és a pártaktivisták fegyvert kaptak. Elrendelték a város stratégiai épületeinek (városi tanács és pártbizottság épülete, posta, nemzeti bank, malom és paprikamalom, villamos telep, vasútállomás, tiszti ház, vágóhíd és a börtön) fegyveres őrzését, valamint a fontosabb párttagok lakásaihoz is fegyveres őrséget rendeltek. Eközben megerősítették a robbanó és lőszerraktár védelmét, és elsőfokú harckészültségbe helyezték a repteret, valamint felkészültek annak védelmére. A 24. Harckocsi Ezred helyőrségparancsnok utasítására, betiltották az október 25-én esedékes színházi előadást. A nap folyamán Grősz József kalocsai érsek nyilatkozatát kiadták ami a Kossuth Rádióban is elhangzott, melyben elítélte a vérontást és nyugalomra szólította fel a lakosságot.
Október 25-én, a felfokozott közhangulat hatására további intézkedéseket hoztak, melyek, ha lehet még tovább rontották a helyzetet. A kiegészítő parancsnokságon eltávolították a Rákosi-címereket. (A lakosság felszólította a tiszteket, hogy sapkájukról is távolítsák el a címert.) Megerősítették a reptér védelmét, és fényszórókat állítottak fel. A laktanya körül több ponton golyószóró és géppuskás rajokat telepítettek. A tiszteket kézigránátokkal és géppisztollyal látták el. Több helyen a városban lezárták az utat és ellenőrzőpontot állítottak fel. Mindeközben a városi vezetés úgynevezett munkás-paraszt-katonai forradalmi bizottság felállítását tervezte. A nap folyamán a 24. Harckocsi Ezrednél azt a értesülést szerezték, hogy a 12. Műszaki Dandár 30 teherautóval és katonákkal Budapestre akar menni, hogy segítse a felkelőket. Ennek hatására harckocsikkal lezárták a városból kivezető összes utat. A felfordulás hallatára Nagy Ignác őrnagy a műszaki dandár parancsnoka, felhívta Szabó István őrnagyot és tisztázták, hogy az alakulat nem tervezett semmilyen megmozdulást.
Mindezek után ugyanezen a napon még éjszaka Csémi Károly alezredes a hadosztály parancsnoka mozgósításra adott ki utasítást és Budapestre vezényelte harckocsi állományt. A laktanya őrzésére 150 katonát hagytak hátra, a helyőrségparancsnok Ungvári László őrnagy lett ideiglenesen.

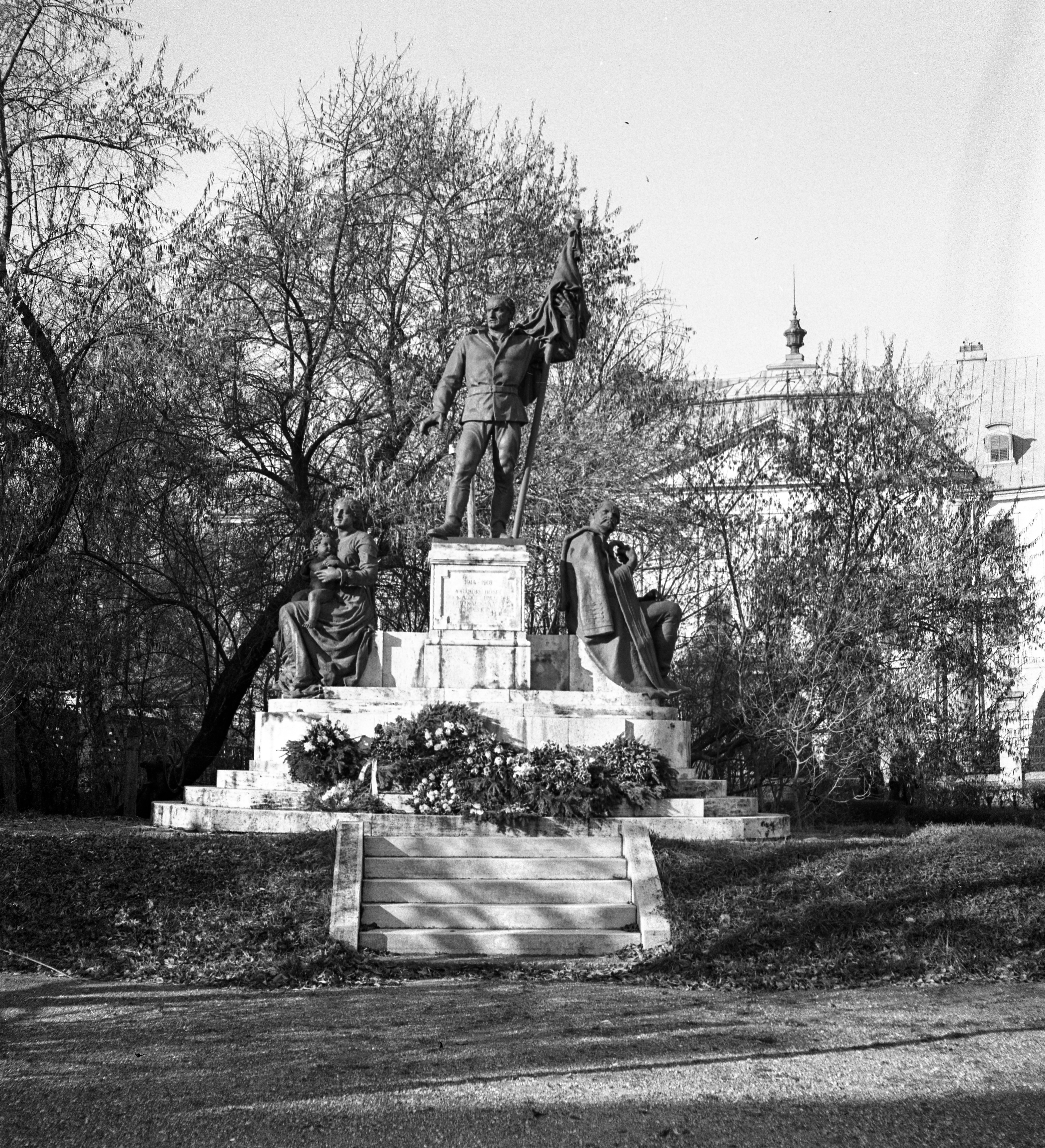
Első világháborús emlékmű Kalocsán, 1943 (Sidló Ferenc alkotása, 1930)

Október 26-án Nagy Ignác őrnagy a 12. Műszaki Dandár parancsnoka lett a helyőrségparancsnok, aki magához rendelte parancsnokait, a párt és a tanács valamint a rendőrség vezetőit, majd eligazítást tartott a laktanyák és az objektumok védelméről (a börtön védelmét 50 fővel megerősítette, de fegyverhasználatra nem adott ki utasítást). Mindezek után ismertette Bata István rendeletét (érdekesség, hogy Bata István honvédelmi minisztert ugyanezen a napon mentették fel Honvédelmi miniszteri tisztségéből), ami előirányozta a kemény fellépést a rend fenntartása érdekében. Szintén ezen a napon, a lakosság spontán szerveződve (nem érték el a 100 főt) a Szentháromság (akkor Petőfi) téren található I. világháborús emlékműhöz vonultak és koszorúzást tartottak. Végi Imre bejelentette, hogy forradalmi tanácsot akarnak választani. A tömeg egyre jobban gyarapodott (ekkorra már meghaladták az 1200 főt). Ezt követően a tömeg a Szovjet emlékműhöz vonult, hogy ledöntsék azt. Tóth László a városi tanács választmányi bizottságának elnökhelyettese ezt megakadályozta és sikerült elérnie, hogy csak az ötágú vörös csillagot verjék le az emlékműről. Ezután a tömeg jelentős része oszlani kezdett, míg mások a tanácsházára mentek, ahol a Hazafias Népfront és a Magyar Dolgozók Pártja tagjai megalakították a Városi Nemzeti Bizottságot. Az egyeztetések során azonban viták alakultak ki, így végül abban állapodtak meg, hogy másnapra új választásokat tűznek ki. Mindeközben a helyzet tovább fokozódott amikor felkelők érkeztek Bajáról, mintegy 500 fő (Vezetőik Thür János, Arató Béla és Dobó György főhadnagy). Végigvonultak a főutcán Kossuth nótákat énekeltek, majd a főtéren egy honvédségi teherautóról többen beszédet mondtak. A tömeg ismét növekedni kezdett, majd a korábban már megrongált Szovjet emlékműköz vonultak amit (drótkötél segítségével) le is döntöttek, majd vörös zászlót égettek. Többen behatoltak a tanácsházára és követelték a politikai rabok szabadon bocsátását, valamint a korábban választott tanács újraválasztását. Végül megegyeztek, hogy másnap nemzeti bizottságot választanak és a politikai foglyokat hivatalos szabadulólevéllel és vonatjeggyel ellátva bocsátják szabadon. A tüntetők ezután több csoportra szakadtak és elmentek a reptérhez, a 34. Lövészezred laktanyájához, a 12. Műszaki Dandárhoz és a 24. Harckocsi Ezred laktanyához. Mindenütt hasonló forgatókönyv zajlott le. Tárgyalásokat kezdtek, ahol jelezték, hogy a bajai laktanya katonái átálltak a felkelők oldalára. Kérték a helyieket, hogy tegyék ugyanezt, akik a kérést nem teljesítették. Fegyvert követeltek, de nem kaptak. Végül Nagy Ignác őrnagy figyelmeztette őket, ha erőszakoskodnak lövetni fog. A tüntetők ezután élelmet kértek az őrnagytól aki kenyeret és húskonzervet osztatott ki. Mindeközben más csoportok a várost járták és a lakosságot lelkesítették a forradalom ügye számára. A bajaiak katonai vezetője Dobó György főhadnagy üzenetet kapott, hogy azonnal térjenek vissza Bajára, aminek eleget tettek (Hazafelé Bátya településen a villamos telepre vigyázó őrséget lefegyverezték.) Majd Baján a tanácsházán beszámoltak a kalocsai történésekről.

## A sortűz és körülményei

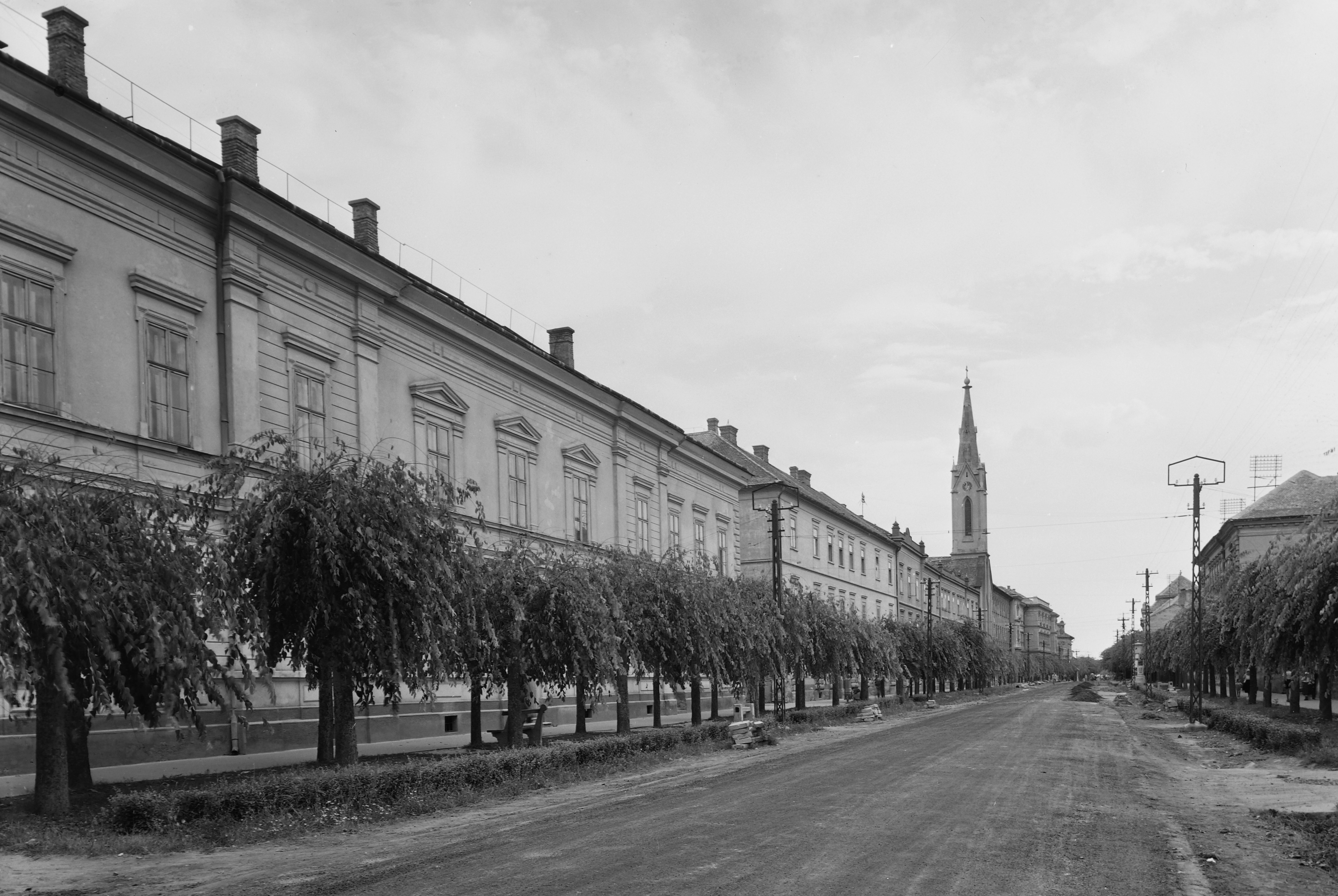
1955 Kalocsa, Szent István Király út (a látkép végén az út bal oldalán látható a Kalocsai Fegyház és Börtön épülete)

Október 27-én a tanácsházára kértek 20 dolgozónként 1 küldöttet a választásokhoz. Hamarosan nyilvánvalóvá vált, hogy kevés a hely, így kivonultak a Szentháromság (akkor Petőfi) térre. Itt egyre nagyobb tömeg gyűlt össze. Megfogalmazták követeléseiket és megvitatták a kialakult helyzetet. Mindeközben szabadon engedték azt a 3 személyt (Zambelli Bianka, Harczos Márta, Gács Edit) akiket előző nap a bajaiak követeltek, és akiket korábban koncepciós perben ítéltek el. Napközben érkezett egy vöröskeresztes kocsi Budapestről ami híreket, hozott, és élelmiszert és fegyvert gyűjtött a budapesti felkelők számára. A tömeg egyre jobban növekedett és egyre nagyobb lett a feszültség. Folyamatosan érkeztek a munkás küldöttek is és újabb és újabb követeléseket fogalmaztak meg. Romsics Lajos szervezésében gabonát, kenyeret, burgonyát gyűjtöttek és szereztek egy teherautót, hogy a fővárosba vigyék a felkelőknek. Romsics, a tanácsháza előtt összegyűlt tömegnek beszédet mondott és élelmiszergyűjtésre szólította fel a lakosságot (sok élelmiszert halmoztak fel a tanácsházán, amit másnap szeretett volna Budapestre vinni, de a rendőrség letartóztatta). Eközben visszaérkeztek a bajai felkelők és további politikai foglyok szabadon bocsátását követelték, amit a városi tanács és a börtönparancsnok (Haller Mihály százados) megtagadtak. A tüntetők elégedetlenül távoztak és a börtönhöz vonultak. Délután 4 órára már többezres tömeg követelte minden fogoly szabadon bocsátását. Cservák főhadnagy javaslatára civilruhás tisztek mentek a tömegbe (fegyvertelenül), hogy megfigyeljék a tömeget és csillapítani próbálják a hangulatot (Virágh Sándor őrnagy, Eke István őrnagy, Nagy József százados, Kordé Imre főhadnagy, Vasvári Imre főhadnagy, Cservák Ferenc főhadnagy, Luif János főhadnagy). Az akció nem sikerült, mert megjelenésük és tevékenységük csak tovább fokozta a feszültséget a tömegben. (A rendelkezésre álló források itt eltérnek. Csak fenyegetés vagy bántalmazás vagy lincselés történt.) Ezután a 12. Lövészezredtől érkeztek katonák, akik feladata a tömeg fegyveres feloszlatása volt, de a tűzparancsot megtagadták. A tömeg megtapsolta őket, és éltette a honvédséget. Ekkor Nagy József százados, újabb egységet kért a helyszínre, valamint a felfokozott helyzet miatt ekkorra már Czinege István, a börtön alapszervi párttitkára, Sipter Lajos, a pártbizottság agitációs és propaganda titkára és Koszecz László rendőrkapitány, is követelte a tömeg feloszlatását. Ezután Nagy Ignác őrnagy parancsot adott egy 40 fős osztag kivezénylésére és a tömeg feloszlatására.

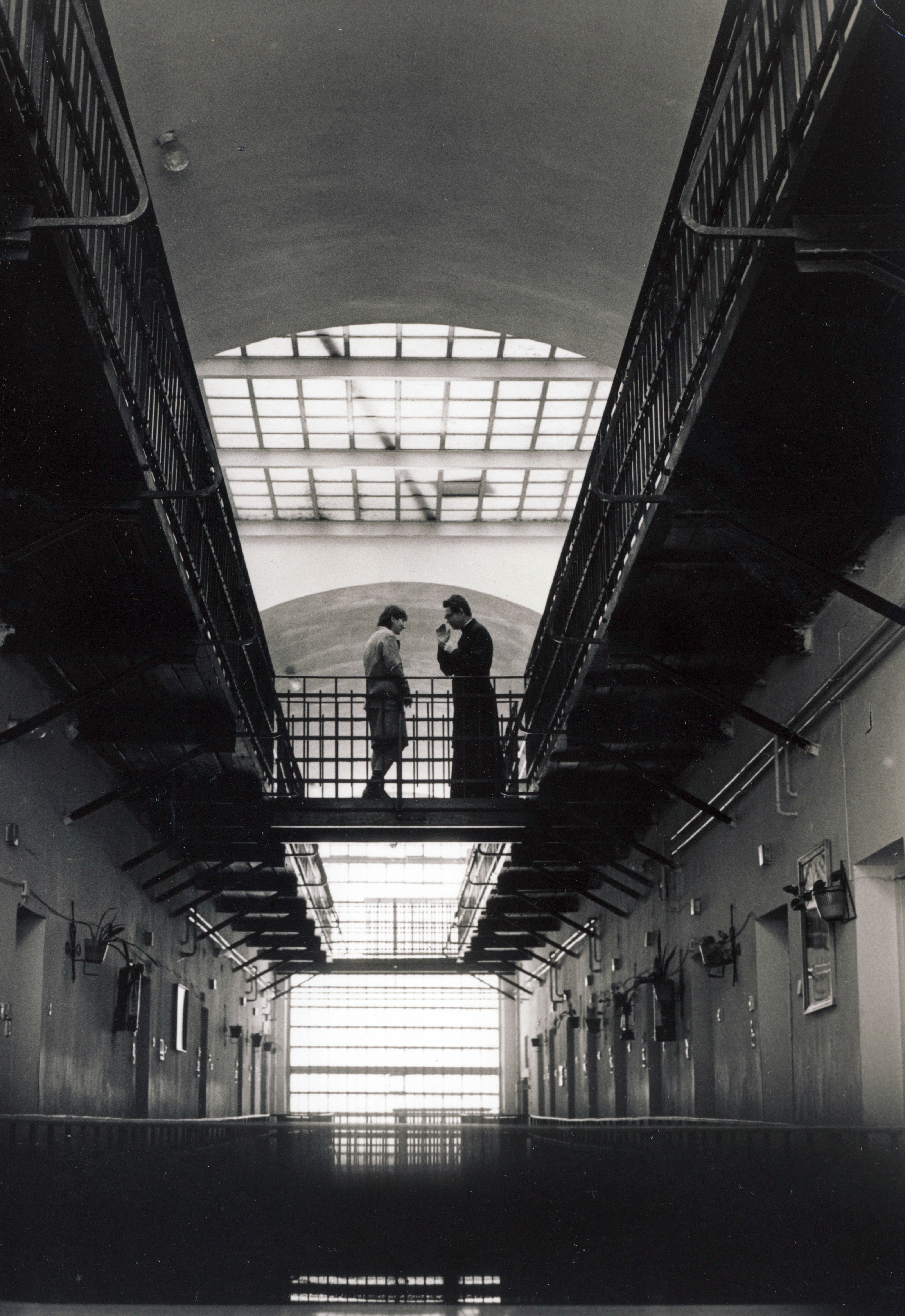
Kalocsai Fegyház és Börtön 1944

A kiérkező katonák harcrendbe álltak. Sikula Szabolcs főhadnagy és Horváth főhadnagy felszólította a tömeget a terület haladéktalan elhagyására. Miután ez nem történt meg, a szakasz parancsnoka tűzparancsot adott. Az katonák sortüzet adtak le a levegőbe, megfelelően az érvényben lévő fegyveres tömegoszlatás szabályainak. A levegőbe leadott sortűz után a tömeg menekülni kezdett. Ezzel egy időben, a figyelmeztetőlövést félreértve a börtönben készenlétben álló börtönőrök és katonák szintén tüzelni kezdtek, de ők már a tömegbe lőttek. A sortűzben 2 személy meghalt (az egyikük Tiszavölgyi István) és 6 személy (más információk szerint 5) megsebesült.
Ezután Nagy Ignác őrnagy helyőrségparancsnok csoportosulási tilalmat, este 6 és reggel 7 óra között pedig kijárási tilalmat rendelt el. A pesti utat lezárták, hogy a bajaiak ne juthassanak el Pestre, valamint elrendelték a börtön védelmének további megerősítését.

## Következmények, sortűz utáni események
Október 28-án technikailag katonai diktatúra bevezetése megy végbe. Az éjszakai kijárási tilalom érvényben marad, és fegyveres járőrök ellenőrzik a rendet a városban. A katonák sapkájáról a Rákosi-címert eltávolítják. Rendkívül erős kommunista ellenes hangulat alakult ki a városban. Délután 4 és 6 óra között kis létszámú tüntetést tartanak. A 24. Harckocsi Ezred személyi állományát készenlétbe helyezik. Lezárják a fontosabb utakat és az este 6 utáni kijárási tilalmat kiterjesztik az egész járásra. Este 50-60 fős tüntető tömeg gyülekezik a 24. Harckocsi Ezred laktanyájánál és eléneklik a Himnuszt. Egy tiszt beszél velük, mire elvonulnak. Később este 10 és 11 óra között ismeretlen tettesek belelőnek a laktanyába. A helyszínen tartózkodókat géppuskatűzzel elriasztják (személyi sérülésről nem tudni). Ezt követően Grősz József kalocsai érsek a laktanyába megy és kéri a helyőrségparancsnokot, hogy akadályozza meg a további vérontást. (Másnap a laktanyát újabb támadás érte, az őrség viszonozta a tüzet, személyi sérülésről ebben az esetben sem tudni.)

## Forradalmi szervezkedések
Végül a forradalmi mozgalom a szervezetek minden szintjét eléri, még a hadsereget is. Pedagógus Forradalmi Bizottságot alakítanak, majd Kalocsa Város Forradalmi Nemzeti Bizottságot. Határoztak a politikai foglyok szabadon bocsátásáról, nemzetőrség felállításába kezdtek, az ÁVH tagjait letartóztatták, elrendelték a lakosság kezén lévő fegyverek beszolgáltatását, Koszecz László rendőrkapitányt leváltották és Kulcsár József hadnagyot nevezték ki a posztra, valamint további 4 rendőrt a lakosság nyomására elbocsátottak. Tóth László korábbi városi tanács választmányi bizottságának elnökhelyettese felmentését kérte feladatai alól. Megszervezték egy új lap kiadását Kalocsa és Vidéke néven, melyet heti rendszerességgel terveztek megjeleníteni. Október 31-én a 24. Harckocsi Ezrednél katonai forradalmi tanácsot szavaztak meg az állomány részvételével. Kiengedték a börtönből a letartóztatott tüntetőket (119 fő), köztük Romsics Lajost is. A Nemzeti Bizottság feljelentette a sortűz elkövetőit. A katonaság soraiból eltávolították az elhárító és politikai tiszteket, és Nagy Ignác őrnagy, a szovjet alakulatok elleni védelem megszervezését rendelte el, a magyar zászlóból elrendelte a Rákosi-címer kivágását.

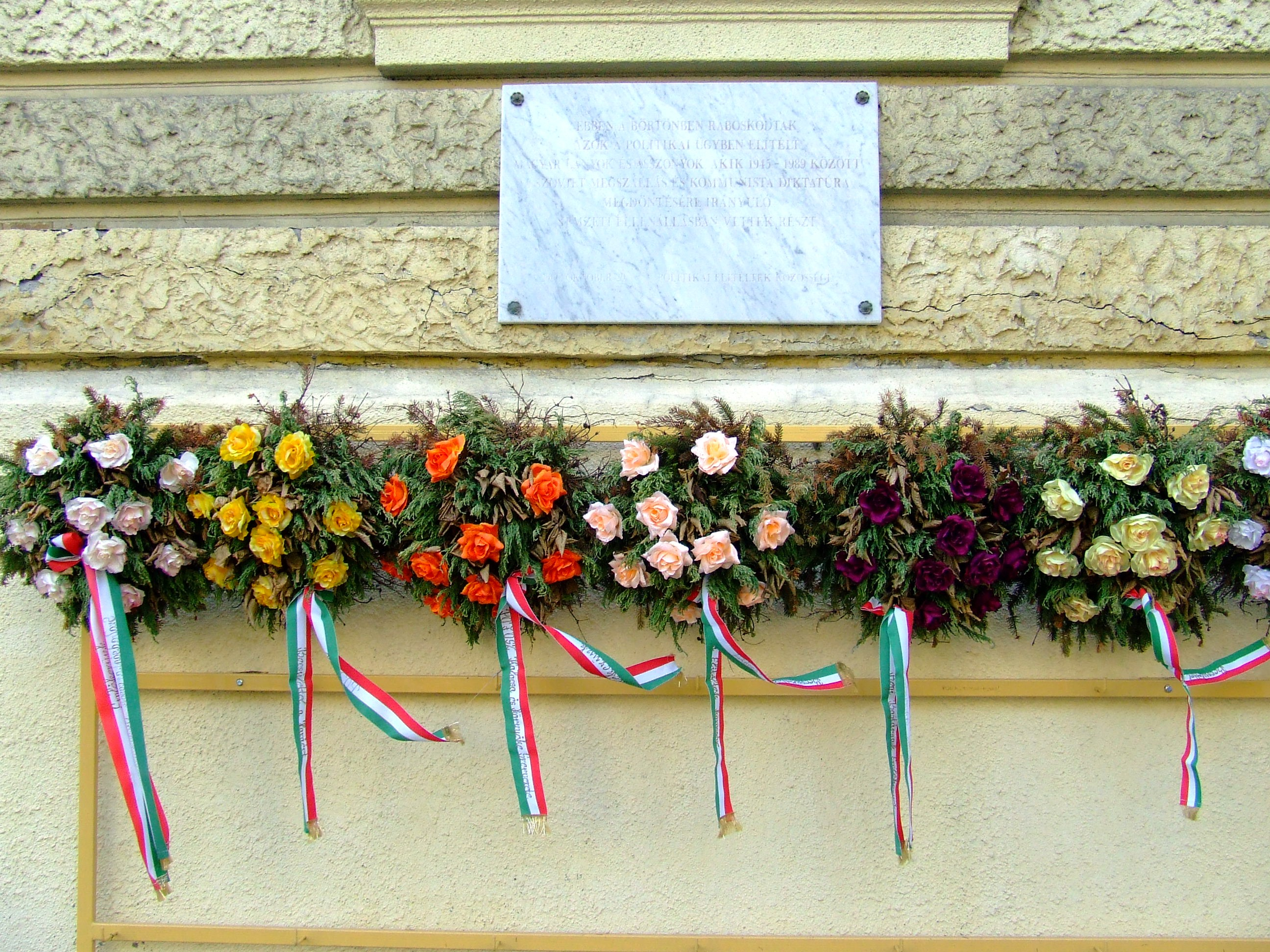
Emléktábla a Kalocsai Fegyház és Börtön épületének falán. Szövege: Ebben a börtönben raboskodtak azok a politikai ügyben elítélt magyar lányok és asszonyok, akik 1945–1989 között a szovjet megszállás és kommunista diktatúra megdöntésére irányuló nemzeti ellenállásban vettek részt

## A forradalom vége
November 2-án a Szovjet csapatok körbezárták a repteret, és egyeztetések kezdődtek a katonai alakulatok között. November 4-én Guszev szovjet alezredes páncélosai körbefogták a 12. Műszaki Dandár laktanyájának épületeit, lefegyverezték és hazaküldték a katonákat (akik csak egy héttel később térhettek vissza a teljesen kifosztott laktanyába), valamint elfoglalták a repteret is, a katonákat lefegyverezték és elküldték. Kijárási tilalmat rendeltek el 16:30 és reggel 7 között, valamint elrendelték a lakosság kezén lévő fegyverek begyűjtését. A következő napokban megalakultak mind civil, mind katonai szervezésben az MSZMP intézőbizottságai, alszervezetei, akik a Kádár-kormány mellett foglaltak állást.
November 9-én a Szovjet Katonai Kommendáns (városparancsnok) Scseglevatih alezredes, elrendelte a kijárási tilalom meghosszabbítását este 10 és reggel 6 óra között. Néhány nappal később a városparancsnok engedélyezte a repülőtér személyzetének berendelését, ahol megkezdődhettek a helyreállítási munkák, mert a 12. Műszaki Dandár laktanyájához hasonlóan a szovjet csapatok a repteret is teljesen kifosztották. November 14-én megjelent a Kalocsa és Vidéke 2. száma, amiben a vezércikket Krecsmarik József írta, melyben megállapította: „Az ellenforradalom le van törve." Ezt követően az újság szerkesztőit magához rendelte a szovjet városparancsnok és biztosította a jelenlévőket, a lap szovjet fél általi támogatásáról. Ezt követően 17-én még megjelent a Kalocsa és Vidéke lap 3. és egyben utolsó száma, melyben a vezércikket "Tovább!" címmel dr. Nyitrai Lajos írta.
November 26-án éjszaka, egy kézigránát segítségével megrongálják az újonnan felállított szovjet emlékművet.
December 5-én kisszámú tüntetők a városi börtön előtt kormányellenes jelszavakat skandálnak, és a foglyok szabadon bocsátását követelik. A kivezényelt karhatalmi osztag, fegyverhasználat nélkül feloszlatja a csoportosulást. Ezzel gyakorlatilag lezárult az utolsó olyan megmozdulás ami összefüggésbe hozható az 1956. október 23-án kirobbant szabadságharccal.